# Sojin sir
Sojin sir ali tofu (japonsko 豆腐, latinizirano: Tōfu, Predloga:Lang-ko, kitajsko: 豆腐 pinjin dòufu) je hrana, pripravljena s koagulacijo sojinega mleka in nato stiskanjem nastale skute v trdne bele bloke različne mehkobe: svilnato, mehko, čvrsto, ekstra (ali super) trdno. Tofu je znan tudi kot fižolova skuta. Je tradicionalna sestavina kuhinj vzhodne in jugovzhodne Azije, ki se že več kot 2000 let uživa tudi na Kitajskem. V sodobni zahodni kuhinji se včasih uporablja kot nadomestek za meso.
Prehransko gledano ima tofu malo kalorij, hkrati pa vsebuje relativno veliko beljakovin. Vsebuje veliko železa in ima lahko visoko vsebnost kalcija ali magnezija, odvisno od koagulantov (npr. kalcijevega klorida, kalcijevega sulfata, magnezijevega sulfata), uporabljenih v proizvodnji.

## Etimologija
Beseda tofu izhaja iz japonščine tōfu (豆腐). Japonski tofu pa je izposojenka kitajske 豆腐 (mandarinščina dòufǔ; tou4-fu) 'fižolova skuta, fižolova fermentacija'.
Najzgodnejša dokumentacija o besedi v angleščini je v prevodu Zbirke potovanj in potovanj Dominga Fernándeza Navarreteja iz leta 1704, ki opisuje, kako je bil narejen tofu. Izraz bean curd(s) za tofu se v Združenih državah uporablja vsaj od leta 1840.

## Zgodovina
Izdelava sojinega sira ali tofuja je bila prvič zabeležena v času kitajske dinastije Han pred približno 2000 leti. Kitajska legenda pripisuje njegov izum princu Liu An (179–122 pr. n. št.) iz province Anhui. Tofu in tehnika njegove izdelave sta bila predstavljena na Japonskem v obdobju Nara (710–794). Nekateri učenjaki verjamejo, da je tofu prišel v Vietnam v 10. in 11. stoletju. Razširil se je tudi v druge dele jugovzhodne Azije. To je verjetno sovpadalo s širjenjem budizma, saj je pomemben vir beljakovin v vegetarijanski prehrani vzhodnoazijskega budizma. Li Shizhen je med dinastijo Ming opisal metodo izdelave sojinega sira v zbirki Materia Medica. Od takrat je tofu postal stalnica v mnogih državah, vključno z Vietnamom, Tajsko in Korejo, z regionalnimi razlikami v proizvodnih metodah, teksturi, okusu in uporabi.

### Teorije izvora
Najpogostejša od treh teorij o izvoru tofuja trdi, da je tofu odkril Liu An (179–122 pr. n. št.), princ iz dinastije Han. Čeprav je to verjetno, je zaradi pomanjkanja zanesljivih virov za to obdobje težko dokončno ugotoviti. V kitajski zgodovini so pomembne izume pogosto pripisovali pomembnim voditeljem in osebnostim tistega časa. Leta 1960 je kamnita freska, odkrita iz grobnice vzhodne dinastije Han, podprla teorijo o izvoru tofuja od Hanov; vendar nekateri učenjaki trdijo, da je bil tofu v času dinastije Han rudimentaren in ni imel trdnosti in okusa, da bi ga lahko šteli za tofu.
Druga teorija nakazuje, da so način proizvodnje tofuja odkrili po naključju, ko so mešanico kuhanih, zmletih sojinih zrn zmešali z nečisto morsko soljo. Takšna morska sol bi verjetno vsebovala kalcijeve in magnezijeve soli, zaradi česar se je sojina mešanica strdila in proizvedla gel, podoben tofuju.
Zadnja skupina teorij trdi, da so se stari Kitajci naučili metode strjevanja sojinega mleka s posnemanjem tehnik sirjenja mleka Mongolov. Glavni dokaz za to teorijo je etimološka podobnost med kitajskim izrazom rǔfǔ (乳腐), ki dobesedno pomeni 'sesirjeno mleko', ki se je uporabljal v času dinastije Sui (581–618), za jedi s konsistenco, kot sta jogurt ali mehki sir, pozneje pod vplivom mongolskih mlečnih izdelkov in načinov pridelave ter izraza dòufu (豆腐, 'sirjen fižol') ali tofu. Čeprav je zanimiva in mogoča, ni dokazov, ki bi utemeljili to teorijo, razen akademskih špekulacij.

## Proizvodnja
Ne glede na izdelek ali obseg proizvodnje je proizvodnja tofuja v bistvu sestavljena iz:
1. Priprava sojinega mleka
2. Koagulacija sojinega mleka v tvorbo skute (douhua)
3. Stiskanje sojine skute za oblikovanje tofu kolačkov

Podobno je proizvodnji mlečnega sira s koagulacijo mleka živali molznic, da nastane skuta, ter stiskanjem in staranjem skute, da nastane sir. Tipični postopki za izdelavo tofuja so čiščenje, namakanje, mletje zrnja v vodi, filtriranje, vrenje, koagulacija in stiskanje. Obstajajo tudi vrste, kot je japonski surovi svileni tofu, pri katerem skuta ni stisnjena.
Koagulacija beljakovin in olja (emulzije), suspendiranih v kuhanem sojinem mleku, je najpomembnejši korak pri proizvodnji tofuja. Ta proces poteka s pomočjo koagulantov. Koagulacija je odvisna od kompleksnih interakcij. Obstaja veliko spremenljivk, vključno z vrsto in odstotkom beljakovin v uporabljeni soji, temperaturo kuhanja, temperaturo koagulacije in drugimi dejavniki.
Sojine beljakovine so v glavnem sestavljene iz beljakovin 7S in 11S. Negativni površinski naboji na teh globulinih običajno povzročijo, da se odbijajo. Segrevanje sojinega mleka denaturira beljakovine in izpostavi hidrofobne skupine, ki so običajno usmerjene proti notranjosti globulinske strukture. Kationi iz koagulantov vežejo negativno nabite skupine.[33] Ko so neto naboji beljakovinskih molekul nevtralizirani, privlačne hidrofobne interakcije prevladajo nad odbojnimi elektrostatičnimi naboji in nastanejo beljakovinski agregati.
Komercialno se uporabljata dve vrsti koagulantov (soli in kisline).

### Solni koagulanti
- Kalcijev sulfat (gips) (Predloga:Lang-zn pinjin shígāo) – tradicionalno in najpogosteje uporabljeno sredstvo za strjevanje za proizvodnjo tofuja v kitajskem slogu, proizvaja tofu, ki je nežen, a rahlo krhek. Koagulant sam je brez okusa. Znan tudi kot sadra, se kalcijev sulfat pridobiva iz geoloških nahajališč in ni potrebna nobena kemična predelava ali rafiniranje, zaradi česar je najcenejši koagulant, ki se uporablja pri proizvodnji tofuja. Pri uporabi v proizvodnji je reakcija koagulacije počasnejša zaradi njegove nizke topnosti, pri čemer nastane gladek, bolj želatinast tofu z relativno visoko vsebnostjo vode in mehko teksturo. Uporaba tega koagulanta naredi tudi tofu, ki je bogat s kalcijem. Zato se mnogi proizvajalci tofuja odločijo za uporabo tega koagulanta, da bi lahko tržili svoj tofu kot dober vir prehranskega kalcija.
- Nigari soli kloridne vrste ali lušui (Predloga:Lang-zn poenostavljeno 卤水; pinjin lǔshuǐ) – magnezijev klorid in kalcijev klorid: obe soli sta zelo topni v vodi in vplivata na sojine beljakovine na enak način, medtem ko je sadra le zelo slabo topna v vodi in deluje drugače pri obarjanju sojinih beljakovin, ki je osnova za nastanek tofuja. To so koagulanti, ki se uporabljajo za izdelavo tofuja z gladko in nežno teksturo. Na Japonskem bel prah, imenovan nigari, ki je sestavljen predvsem iz magnezijevega klorida, proizvajajo iz morske vode po odstranitvi natrijevega klorida in izhlapevanju vode. Glede na proizvodno metodo lahko nigari/lušui vsebuje tudi majhne količine magnezijevega sulfata (Epsom sol), kalijevega klorida, kalcijevega klorida in sledove drugih naravno prisotnih soli. Čeprav izraz nigari izhaja iz nigai, japonske besede za 'grenak', niti nigari niti čisti magnezijev klorid ne dajeta zaznavnega okusa končnemu tofuju. Kalcijev klorid v morski vodi ni v večjih količinah, zato se ne šteje za nigari. Zaradi okusa in nizke cene se v Združenih državah pogosto uporablja. Sveža čista morska voda se lahko uporablja tudi kot koagulant.

### Kisli koagulanti
- Glukono delta-lakton (GDL): naravna organska kislina, ki se uporablja tudi pri izdelavi sira, ta koagulant proizvaja tofu z zelo fino teksturo, ki je skoraj želeju podobna. Uporablja se zlasti za 'svilene' in mehkejše tofuje in daje končnemu izdelku rahlo kiselkast okus. GDL je pridobljen iz glukoze in je pri sobni temperaturi v obliki belega prahu. Njegova molekularna struktura vsebuje šestčlenski heterociklični obroč, ki se ob stiku z vodo hidrolizira in GDL počasi pretvori v glukonsko kislino.[15] Ko ga dodamo sojinemu mleku, postopoma znižuje pH in povzroči enakomerno koagulacijo beljakovin po celotni mešanici, pri čemer nastane en sam, gladek gel brez zračnih rež in se upira zlomu med transportom. Z uporabo GDL kot koagulanta lahko svileni tofu oblikujete neposredno v posodi, saj ne potrebuje stiskanja. Ta kislinski koagulant se pogosto uporablja tudi skupaj s kalcijevim sulfatom, da mehkemu tofuju da gladko, nežno teksturo.
- Druge jedilne kisline: Čeprav lahko bolj vplivajo na okus tofuja in se razlikujejo po gostoti in teksturi, se kisline, kot sta ocetna kislina (kis) in citronska kislina (kot je limonin sok), lahko uporabljajo tudi za koagulacijo sojinega mleka in proizvodnjo tofu.[16]

### Encimski koagulanti
- Med encimi, za katere se je izkazalo, da proizvajajo tofu, so papain ter alkalne in nevtralne proteaze iz mikroorganizmov. Poleg tega so papain preučevali kot želirno sredstvo za proizvodnjo 'instant tofuja' iz izolata sojinega proteina in beljakovine sojinega glicinina (11S).[17][18]

Sodobni proizvajalci tofuja se lahko odločijo za uporabo enega ali več teh koagulantov, saj ima vsak svojo vlogo pri ustvarjanju želene teksture v končnem tofuju. Različne teksture so posledica različnih velikosti por in drugih mikroskopskih lastnosti v tofuju, proizvedenem z uporabo vsakega koagulanta. Mešanico koagulanta raztopimo v vodi in raztopino nato vmešamo v kuhano sojino mleko, dokler se zmes ne strdi v mehak gel.
Koagulanti se običajno dodajajo v koncentracijah med 1,5 in 5,0 g/kg. V vseh koagulantih, ki so sestavljeni iz kalcijevih ali magnezijevih soli, so pozitivni ioni kalcija ali magnezija z dvojno vezjo odgovorni za koagulacijo sojinih beljakovin, ki postanejo del tofuja, s čimer se poveča njegova hranilna vrednost. Samo 1 del na 1000 pojedenega tofuja je koagulant; večina koagulanta reagira s sojinimi beljakovinami in se razgradi na ione. Nereaktivni del se raztopi v sirotki in se zavrže.
Skuta je različno obdelana glede na obliko tofuja, ki se proizvaja. Za mehak svilen tofu (嫩豆腐; nèndòufu v kitajščini ali 絹漉し豆腐 kinugoshi-dōfu v japonščini) ali tofu puding (豆花, dòuhuā ali 豆腐花, dòufuhuā v kitajščini ali おぼろ豆腐 Oboro-dōfu v japonščini) je sojino mleko neposredno sirjeno v končni embalaži tofuja. Pri standardnem trdem vzhodnoazijskem tofuju sojino skuto narežemo in z gazo ali muslinom odcedimo odvečno tekočino ter jo nato rahlo stisnemo, da dobimo mehko torto. Trdnejši tofuji, kot je vzhodnoazijski suhi tofu (豆干' v kitajščini ali 凍み豆腐 šimi-dōfu v japonščini) ali zahodne vrste tofuja, se dodatno stisnejo, da odstranijo še več tekočine. V Vietnamu skuto precejajo in oblikujejo v kvadratnem modelu, končni izdelek pa se imenuje đậu khuôn (vlit fižol) ali đậu phụ (eden od vietnamskih načinov za izgovorjavo kitajskega dòufu). Pustimo, da se tofujeva skuta ohladi in postane čvrsta. Končni tofu lahko nato narežejo na koščke, aromatizirajo ali nadalje predelajo.
Čeprav je pri desertnem tofuju včasih zaželena kislost, kislina, ki se uporablja za aromo, običajno ni primarni koagulant, saj koncentracije, ki so dovolj visoke, da povzročijo koagulacijo, negativno vplivajo na okus ali teksturo nastalega tofuja. Kisli okus tofuja in rahla motnost njegove tekočine za shranjevanje sta običajno znaka rasti bakterij in s tem kvarjenja.

### Barva
Belino tofuja na koncu določajo sorta soje, sestava sojinih beljakovin in stopnja agregacije mreže tofu gela. Rumenkasto-bež barva sojinih zrn je posledica barvnih spojin, vključno z antocianini, izoflavoni in polifenolnimi spojinami; zato bo uporabljena sorta soje določila barvo končnega izdelka tofuja. Načini za zmanjšanje rumene barve vključujejo zmanjšanje vsebnosti izoflavonov s spremembo pH raztopine sojinega mleka, ki se uporablja pri proizvodnji tofuja, tako da se ustrezne spojine oborijo in odstranijo med ekstrakcijo okare. Motnost tofu gela in umazano bela barva, značilna za standardni nekuhani čvrsti tofu, sta posledica sipanja svetlobe s koloidnimi delci tofuja. Dodatek višjih količin kalcijevih soli ali visoka vsebnost beljakovin bo prispeval k oblikovanju gostejše in bolj agregirane mreže gela, ki razprši več svetlobe, zaradi česar je tofu bolj belega videza.

### Okus
Okus tofuja je na splošno opisan kot blag, kar je okus, ki ga želijo kupci v Severni Ameriki. V vzhodni Aziji je bolj priljubljen okus po zrnju. Med postopkom mletja in kuhanja se ustvari blag okus, za vplivanje na okus pa je mogoče uporabiti 'vroče mletje' ali 'hladno mletje'. Metoda vročega mletja zmanjša aromo zrnja z inaktivacijo encima lipoksigenaze v sojinih beljakovinah, za katerega je znano, da povzroča slabe okuse. Odprava teh okusov naredi tofu 'blag'. Če uporabimo hladno mletje, lipoksigenaza ostane in proizvede aldehid, alkohol in hlapne spojine estrov, ki ustvarijo note zrnja.

## Prehrana in zdravje

### Beljakovine
Tofu ima relativno veliko beljakovin, približno 10,7 % za čvrst tofu in 5,3 % za mehak 'svilen' tofu, s približno 5 % oziroma 2 % maščobe kot masni delež. Večino mase tofuja predstavlja voda, običajno med 76 % in 91 %.

### Alergije
Ker je narejen iz soje, naj tofuja ne uživajo osebe z alergijami na stročnice.

### Tradicionalna kitajska medicina trdi
Tofu velja za hladilno sredstvo v tradicionalni kitajski medicini. Trdi se, da poživi vranico, dopolni qi, navlaži in ohladi praznino janga ter razstrupi telo. Vendar pa ni znanstvenih dokazov, ki bi podpirali takšne trditve, niti njihovih implicitnih pojmov.